# Lepontisch
Lepontisch is een uitgestorven Keltische taal die werd gesproken in Noord-Italië en Zuidoost-Zwitserland. De taal behoorde tot de Vasteland-Keltische talen en werd gesproken tussen ongeveer 700 en 400 voor Christus.
De taal is enkel bekend van enkele schaarse inscripties, die in het Etruskische alfabet waren geschreven. Deze werden gevonden in de streek Lugano, die we kunnen situeren bij het Lago di Como en het Lago Maggiore. Verwante talen zijn het Rhaetische en het Venetische dialect, die beide reeds zijn uitgestorven. Onderzoekers geloven dat de inscripties van deze twee en het Lepontisch zijn afgeleid van hetzelfde Noord-Italiaanse schrift als het Germaanse runenalfabet.
Er gaan ook stemmen op voor de bewering dat Lepontisch een dialect was van het Gallisch. Het is echter zelfs niet helemaal uitgesloten dat deze taal niet eens een Keltische taal was. Ze wordt wel vaak beschouwd als verwant met vele Noord-Italiaanse en Zuid-Gallische dialecten, zoals het Ligurisch.
Waarschijnlijk werd het Lepontisch door het Latijn vervangen na de Romeinse verovering van Noord-Italië.